# Списък на великите княгини на Руската империя
Това е списък на тези членове от Руското императорско семейство, които носят титлата Велика руска княгиня. Тази дворцова титла се предоставя на дъщерите и внучките по мъжка линия на руските императори, както и на съпруги на руски велики князе.

## Велики руски княгини по рождение
| Име                                    | Баща                                  | Родена | Починала | Брак!                                                       |
| -------------------------------------- | ------------------------------------- | ------ | -------- | ----------------------------------------------------------- |
| Анна Петровна                          | Петър Алексеевич                      | 1708   | 1728     | херцог Карл Холщайн-Готорп                                  |
| Елисавета Петровна                     | Петър Алексеевич                      | 1709   | 1762     | Алексей Разумовски (предполагаем брак)                      |
| Наталия Алексеевна                     | Алексей Петрович                      | 1714   | 1728     | неомъжена                                                   |
| Анна Кириловна Регент Анна Леополдовна | Херцог Карл Леополд Мекленбург-Шверин | 1718   | 1746     | херцог Антон Улрих фон Брауншвайг                           |
| Катерина Антоновна                     | херцог Антон Улрих фон Брауншвайг     | 1741   | 1807     | неомъжена                                                   |
| Елизавета Антоновна                    | херцог Антон Улрих фон Брауншвайг     | 1743   | 1782     | неомъжена                                                   |
| Анна Петровна                          | Петър III                             | 1757   | 1759     |                                                             |
| Александра Павловна                    | Павел I                               | 1783   | 1801     | Йозеф Австрийски                                            |
| Елена Павловна                         | Павел I                               | 1784   | 1803     | принц Фредерик Лудвиг фон Мекленбург-Шверин                 |
| Мария Павловна                         | Павел I                               | 1786   | 1859     | великия херцог Карл Фредерик фон Сакс-Ваймар-Айзенах        |
| Екатерина Павловна                     | Павел I                               | 1788   | 1819     | херцог Геор фон Олденбург Вилхелм I Вюртембергски           |
| Олга Павловна                          | Павел I                               | 1792   | 1795     |                                                             |
| Анна Павловна                          | Павел I                               | 1795   | 1865     | Вилхелм II Холандски                                        |
| Мария Александровна                    | Александър I                          | 1799   | 1800     |                                                             |
| Елизавета Александровна                | Александър I                          | 1806   | 1808     |                                                             |
| Мария Николаевна                       | Николай I                             | 1819   | 1876     | херцог Максимилиан Льойхтенбергски Георги Строганов         |
| Олга Николаевна                        | Николай I                             | 1822   | 1892     | Карл I Вюртембергски                                        |
| Мария Михайловна                       | великият княз Михаил Павлович         | 1825   | 1846     | неомъжена                                                   |
| Александра Николаевна                  | Николай I                             | 1825   | 1844     | Фридрих Вилхелм фон Хесен-Кесел в Дания                     |
| Елизавета Александровна                | Николай I                             | 1826   | 1831     |                                                             |
| Елизавета Михайловна                   | великият княз Михаил Павлович         | 1826   | 1845     | принц Адолф фон Насау                                       |
| Екатерина Михайловна                   | великият княз Михаил Павлович         | 1827   | 1894     | херцог Георг фон Мекленбург-Щрелиц                          |
| Анна Михайловна                        | великият княз Михаил Павлович         | 1834   | 1836     | умира като дете                                             |
| Александра Александровна               | Александър II                         | 1842   | 1849     | умира млада                                                 |
| Олга Константиновна                    | великия княз Константин Николаевич    | 1851   | 1926     | крал Георг I Гръцки                                         |
| Мария Александровна                    | Александър II                         | 1853   | 1920     | херцог Алфред Сакс-Кобург-Готски                            |
| Вера Константиновна                    | великият княз Константин Николаевич   | 1854   | 1912     | херцог Ойген фом Мекленбург                                 |
| Анастасия Михайловна                   | великият княз Михаил Михайлович       | 1860   | 1922     | херцог Фридрих III фон Мекленбург                           |
| Ксения Александровна                   | Александър III                        | 1875   | 1960     | великият княз Александър Михайлович                         |
| Елена Владимировна                     | великият княз Владимир Александрович  | 1882   | 1957     | принц Николай Гръцки                                        |
| Олга Александровна                     | Александър III                        | 1882   | 1960     | херцог Петър Александрович фон Олденбург Николай Куликовски |
| Мария Павловна                         | великият княз Павел Александрович     | 1890   | 1950     | принц Вилхелм фон Зьодерманланд Сергей Михайлович Путятин   |
| Олга Николаевна                        | Николай II                            | 1895   | 1918     | убита от болшевиките през 1918                              |
| Татяна Николаевна                      | Николай II                            | 1897   | 1918     | убита от болшевиките през 1918                              |
| Мария Николаевна                       | Николай II                            | 1899   | 1918     | убита от болшевиките през 1918                              |
| Анастасия Николаевна                   | Николай II                            | 1901   | 1918     | убита от болшевиките през 1918                              |

## Велики руски княгини по брачна линия
| Име                             | Съпруг                                  | Родена | Починала | Забележка                                                                                    |
| ------------------------------- | --------------------------------------- | ------ | -------- | -------------------------------------------------------------------------------------------- |
| Шарлота фон Брауншвайг-Люнебург | царевич Алексей Петрович                | 1694   | 1715     |                                                                                              |
| Екатерина фон Анхалт-Зербст     | Петър III                               | 1729   | 1796     | заема престола през 1762                                                                     |
| Наталия Алексеевна              | Павел I                                 | 1755   | 1776     |                                                                                              |
| Мария Фьодоровна                | Павел I                                 | 1759   | 1828     | ставаимператрица след възкачването на съпруга ѝ на престола                                  |
| Елизавета Алексеевна            | Александър I                            | 1779   | 1826     | става императрица след възкачването на престола на съпруга ѝ.                                |
| Анна Фьодоровна                 | великият княз Константин Павлович       | 1781   | 1860     | развежда се в 1820                                                                           |
| Александра Фьодоровна           | Николай I                               | 1798   | 1860     | става императрица след възкачването на престола на съпруга й                                 |
| Елена Павловна Вюртембергска    | великият княз Михаил Павлович           | 1807   | 1873     |                                                                                              |
| Мария Александровна             | Александър II                           | 1824   | 1880     | става императрица след възкачването на престола на съпруга й                                 |
| Александра Йосифовна            | великият княз Константин Николаевич     | 1830   | 1911     |                                                                                              |
| Александра Петровна             | великият княз Николай Николаевич        | 1838   | 1900     |                                                                                              |
| Олга Фьодоровна                 | великият княз Михаил Николаевич         | 1839   | 1891     |                                                                                              |
| Мария Фьодоровна                | Александър II                           | 1847   | 1928     | става императрица след възкачването на престола на съпруга й                                 |
| Мария Павловна Мекленбургска    | великият княз Владимир Александрович    | 1854   | 1920     |                                                                                              |
| Елизавета Маврикиевна           | великият княз Константин Константинович | 1865   | 1927     |                                                                                              |
| Елизавета Фьодоровна            | великият княз Сергей Александрович      | 1864   | 1918     | убита от болшевиките през 1918.                                                              |
| Александра Георгиевна           | великият княз Павел Александрович       | 1870   | 1891     |                                                                                              |
| Милица Николаевна               | великият княз Петър Николаевич          | 1866   | 1951     |                                                                                              |
| Александра Фьодоровна           | Николай II                              | 1872   | 1918     | става императрица след възкачването на съпруга ѝ на престола, убита от болшевиките през 1918 |
| Мария Георгиевна                | великият княз Георги Михайлович         | 1876   | 1940     |                                                                                              |
| Виктория Фьодоровна             | великият княз Кирил Владимирович        | 1876   | 1936     |                                                                                              |
| Анастасия Николаевна            | великият княз Николай Николаевич        | 1868   | 1929     |                                                                                              |